# صداخفه‌کن (جنگ‌افزار)

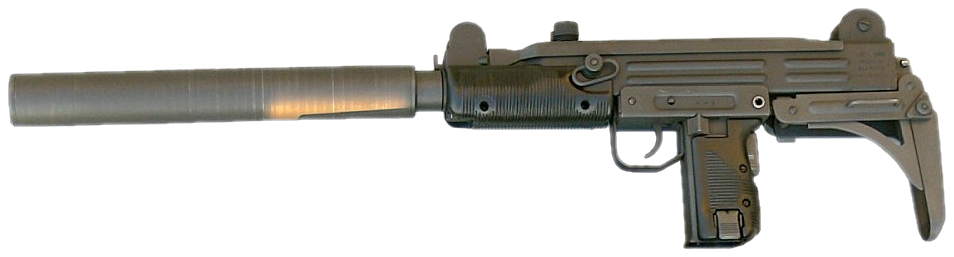
یک قبضه مسلسل یوزی به همراه صداخفه‌کن

صداخفه‌کن یا سایلنسر (به انگلیسی: Silencer) ابزاری است که در انتهای لولهٔ تفنگ به منظور کاهش شدت صدا و نور استفاده می‌شود. صداخفه‌کن می‌تواند قابل جدا شدن باشد یا پیوسته به انتهای لوله سلاح. به‌طور معمول یک صداخفه‌کن به شکل یک لوله با عایق‌های صدای درونی است که گاز خروجی از لوله را سرد کرده و از شدتش می‌کاهد.
نخستین سازندهٔ یک صداخفه‌کن موفق را هیرام پرسی ماکسیم -پسر هیرام ماکسیم مخترع نامی مسلسل ماکسیم- می‌دانند. او در ۱۹۰۲ این محصول -که به صداخفه‌کن ماکسیم معروف شد- را تولید کرده و به فروش رساند. از جمله مشتری‌های این صداخفه‌کن تئودور روزولت رئیس‌جمهور آمریکا بود.